# Thyago Alves
Thyago Alves (ur. 6 września 1984 roku w Goiânia, w stanie Goiás, w Brazylii) – brazylijski aktor filmowy i teatralny, model.
Urodził się w Goiânia, w stanie Goiás, w Brazylii, a jako nastolatek okazał się być obiecującym piłkarzem wśród juniorów w São Paulo. Jednak porzucił karierę piłkarską i rozpoczął pracę jako model. W wieku 18 lat przeniósł się do Mediolanu, gdzie uczestniczył w pokazach Armaniego i Versace i związał się z agencją modelek NOLOGO MGMT w Mediolanie.
W lutym 2009 roku był kamerdynerem z Bonolisem Paolo i Lucą Laurenti w trzeciej nocy z festiwalu w Sanremo 2009. Później grał rolę teatralną w sztuce Luciano Melchionny Dignità Autonome di Prostituzione, występując w Mediolanie, Rzymie i Vicenza również wiosną 2010 r., a w Neapolu w 2011 r. W 2009 zadebiutował na dużym ekranie w filmie Urodziny Davida u boku Alessandro Gassmana i Marii de Medeiros.

## Wybrana filmografia
- 2009: Urodziny Davida (Il compleanno) jako David
- 2011: Finalmente la felicità jako Jesus